# Ahron Bregman
Ahron (Ronnie) Bregman (en hebreu, אהרון ברגמן; Israel, 1957) és un politòleg, periodista i escriptor israelià-britànic, especialista en el conflicte arabo-israelià. És doctor en Estudis de Guerra i professor al King's College de Londres. Anteriorment havia servit en l'exèrcit israelià durant sis anys, prenent part en la Guerra del Líban de 1982, i posteriorment va treballar com a assistent parlamentari a la Kenésset, el parlament d'Israel. La seva perspectiva crítica i el seu coneixement de primera mà sobre el conflicte entre Israel i Palestina l'han portat a escriure diversos llibres sobre aquesta qüestió, entre ells, The Occupation (2014).

## Obra

### Llibres
Ahron Bregman és l'autor de diversos llibres:
- Living and Working in Israel (anglès)
- Israel's Wars: A History since 1947 (anglès)
- Israel and the Arabs: An Eyewitness Account of War and Peace in the Middle East (anglès)
- The Fifty Years War: Israel and the Arabs (anglès)
- Israël et les Arabes: la guerre de cinquante ans (francès)
- Israël en de Arabieren: De vijftigjarige oorlog (holandès)
- اسرائيل والعرب: حرب الخمسين عاما (àrab)
- Israel's Wars: 1947-93 (anglès)
- A History of Israel (anglès)
- Elusive Peace: How the Holy Land Defeated America (anglès)
- The Occupation (anglès)

### Televisió
També és productor associat de dues sèries de televisió de la BBC:
- Israel and the Arabs: The Fifty Years War (anglès)
- Israel and the Arabs: Elusive Peace (anglès)